# Grand Hotel Duchi d’Aosta

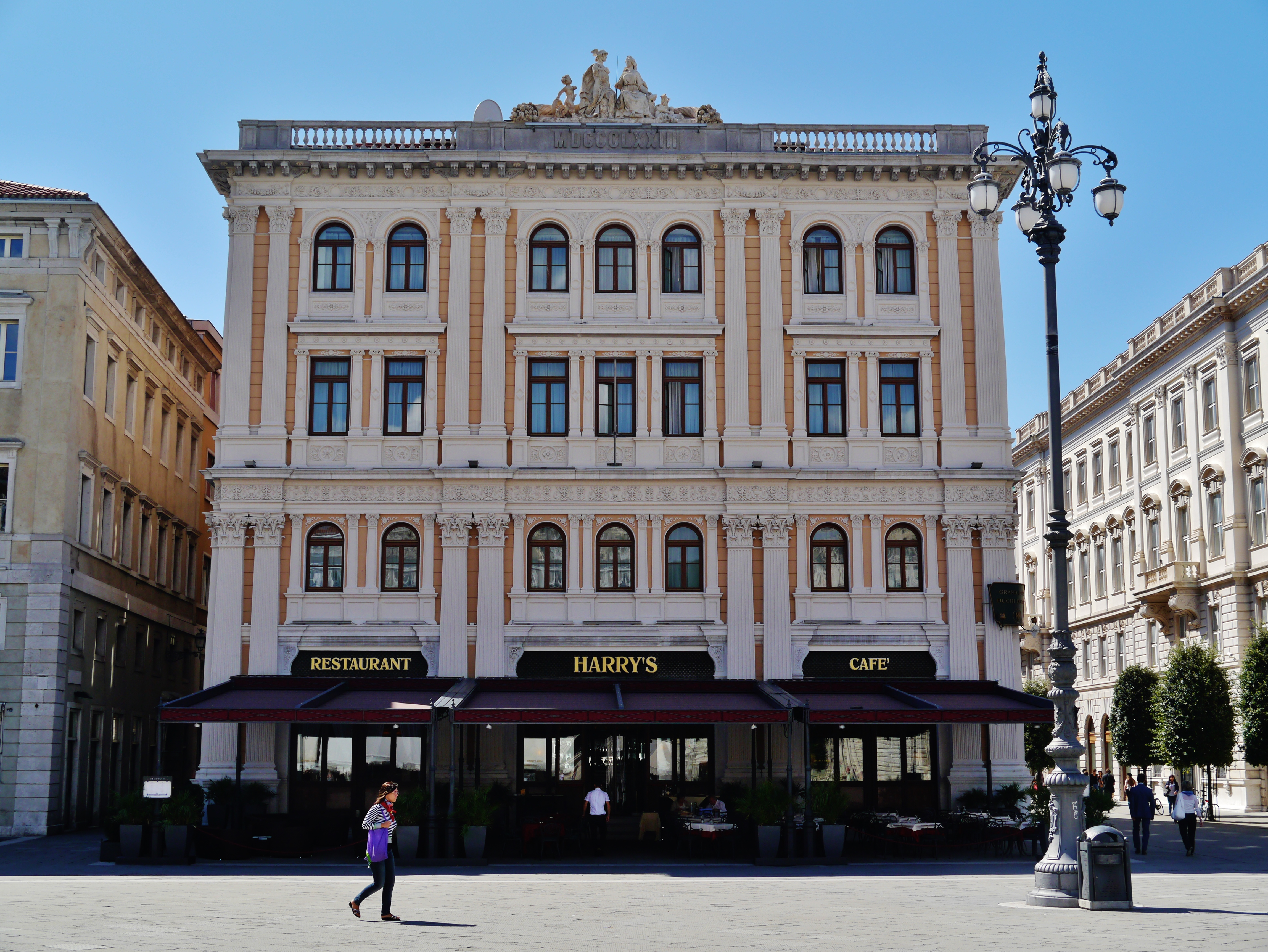
Grand Hotel Duchi d’Aosta in Triest

Das Grand Hotel Duchi d’Aosta, auch Hotel Vanoli genannt, ist ein Palasthotel aus dem 19. Jahrhundert in Triest in der italienischen Region Friaul-Julisch Venetien. Das Gebäude liegt an der Piazza dell’Unità d’Italia 2, gegenüber dem Palazzo Stratti.

## Geschichte

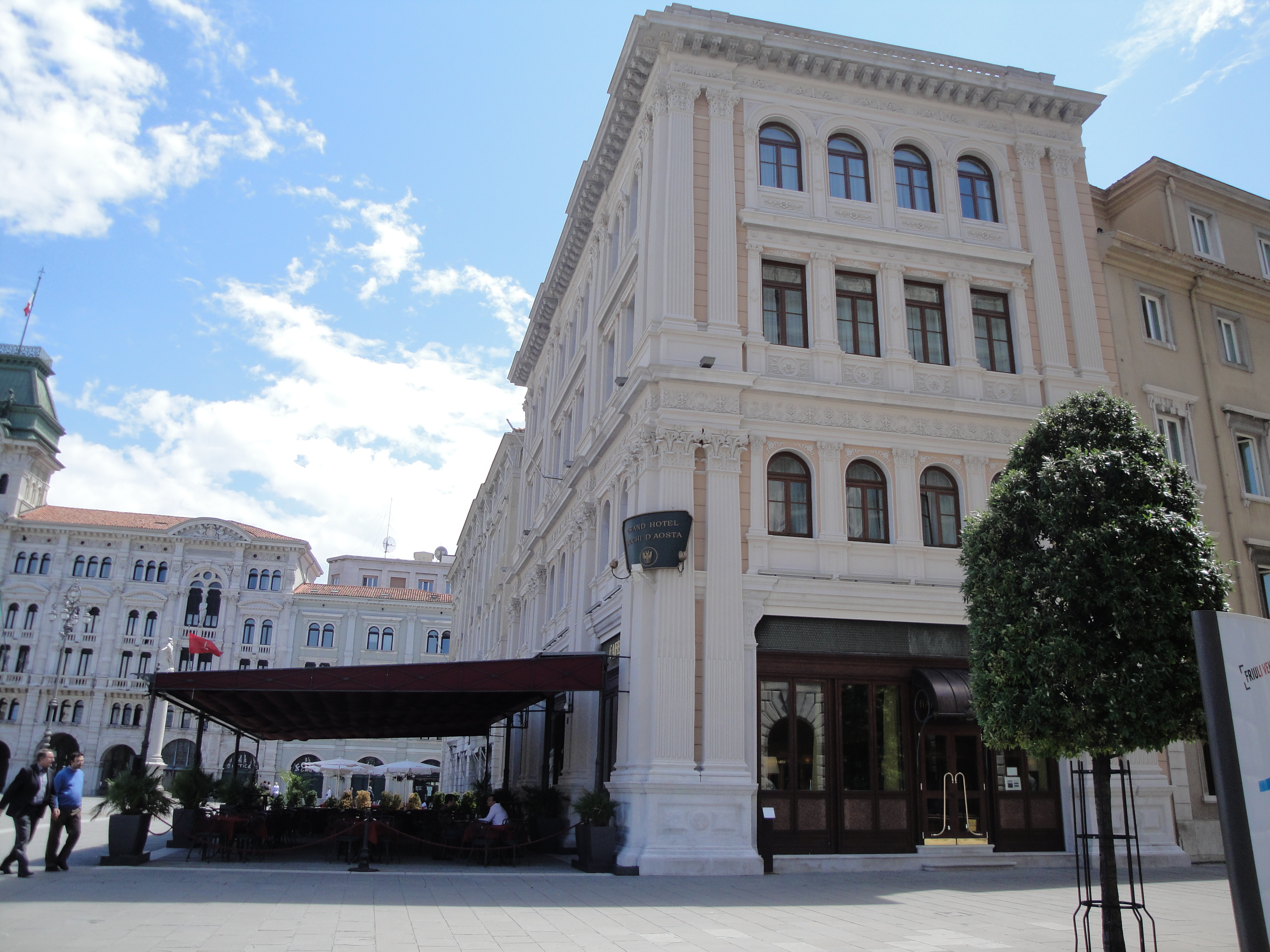
Seitenansicht des Hotels

Bis zum 14. Jahrhundert stand auf dem Grundstück des heutigen Hotels ein Gebäude zur Aufnahme von Reisenden, das Hospitium Magnum (dt.: Großes Hospiz) genannt wurde. Ursprünglich war es errichtet worden, um reisenden Kaufleute, die in der Stadt Station machten, eine Unterkunft zu bieten, aber über die Jahrhunderte hatte es einen beachtlichen Ruf erworben, sodass 1608 dort Maria Magdalena von Österreich auf ihrem Weg nach Florenz zur Hochzeit mit dem Großherzog der Toskana, Cosimo II. de’ Medici, dort weilte. Ebenso weilte dort die Infantin von Spanien, Maria Anna, auf ihrer Reise über Triest nach Wien zu ihrer Hochzeit mit Ferdinand III. von Habsburg.
1727 ließ die Stadt Triest anstelle des Hospitum Magnum und der anschließenden Osteria del Dazio die Osteria Grande errichten, die weniger als 40 Jahre später, 1765, restauriert und erweitert wurde, um berühmte Reisende aufzunehmen; sie wurde Locanda Grande (dt.: Große Herberge) genannt. Zu den Persönlichkeiten, die in der neuen Herberge übernachteten, gehörten der Admiral Horatio Nelson, Giacomo Casanova, Carlo Goldoni, der französische Schriftsteller und Romancier François-René de Chateaubriand, die Kaiser Joseph II. von Habsburg-Lorena und Leopold II. von Habsburg-Lorena, Joachim Murat und der spätere König von Schweden und Norwegen, Jean-Baptiste Jules Bernadotte.
Während seines Aufenthaltes in der Locanda Grande wurde am 8. Juni 1768 der Archäologe und Geschichtswissenschaftler Johann Joachim Winckelmann ermordet; er wurde von seinem Zimmernachbarn, Francesco Arcangeli, erstochen.
1847 wurde bei einer städtebaulichen Umgestaltung, die auch die Piazza Grande (heute Piazza dell’Unità d’Italia) betraf, die Locanda Grande abgerissen. 1873 beauftragten die Assicurazioni Generali, die damals Eigentümer des Grundstücks waren, die Architekten Eugenio Geiringer und Giovanni Righetti mit dem Bau eines neuen Hotels anstelle der alten Herberge; dieses erhielt den Namen Hotel Garni. 1908 wurde das Hotel nach dem neuen Eigentümer in Hotel Vanoli umbenannt und 1912 war es eines der ersten Gebäude der Stadt, das mit elektrischer Energie versorgt wurde. Den Namen Vanoli behielt das Hotel bis 1972 und wurde dann in Grand Hotel Duchi d’Aosta umbenannt.

## Beschreibung

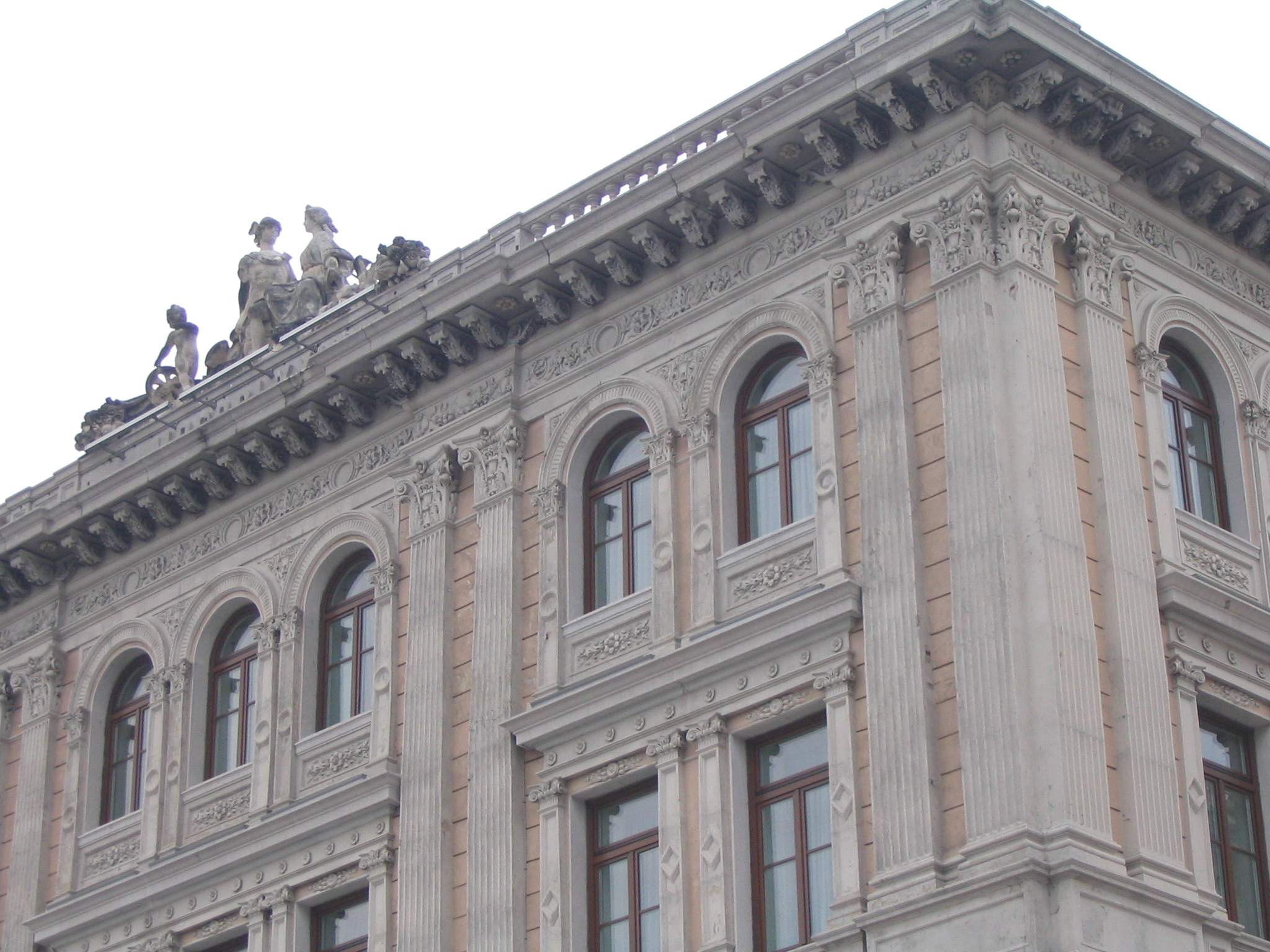
Detail an der Hauptfassade

Das Gebäude liegt an der Piazza dell’Unità d’Italia zwischen dem Palazzo Pitteri und dem Palazzo del Lloyd Triestino, gegenüber dem Palazzo Stratti.
Das von Eugenio Geiringer und Giovanni Righetti 1873 projektierte Haus hat einen rechteckigen Grundriss und vier Stockwerke. Die Hauptfassade zeigt zur Piazza dell’Unità d’Italia, ist in eklektischem Stil gehalten und weist lineare Formen auf. Im Erdgeschoss sind eine Bau und ein Restaurant untergebracht; die oberen Geschosse haben Reihen von je sieben dreigeteilten Fenstern, die durch korinthische Lisenen getrennt sind. Über dem ersten und dem dritten Obergeschoss gibt es Gesimse, die mit floralen Motiven verziert sind. Gleichartige Motive finden sich unter jedem einzelnen Fensterteil.
Die Fassade ist durch eine Balustrade mit Säulchen gekrönt, in dessen Mitte in römischen Ziffern das Baujahr MDCCCLXXII (1873) angegeben ist. Oberhalb dieser Jahreszahl ist eine Figurengruppe aufgesetzt, die aus einer weiblichen Figur, die die Stadt Triest repräsentiert, und einer männlichen Figur, die den römischen Gott des Handels, Merkur zeigt, besteht. Neben Merkur steht ein Putto und die Figurengruppe komplettieren zwei seitliche Füllhörner.

## Bildergalerie

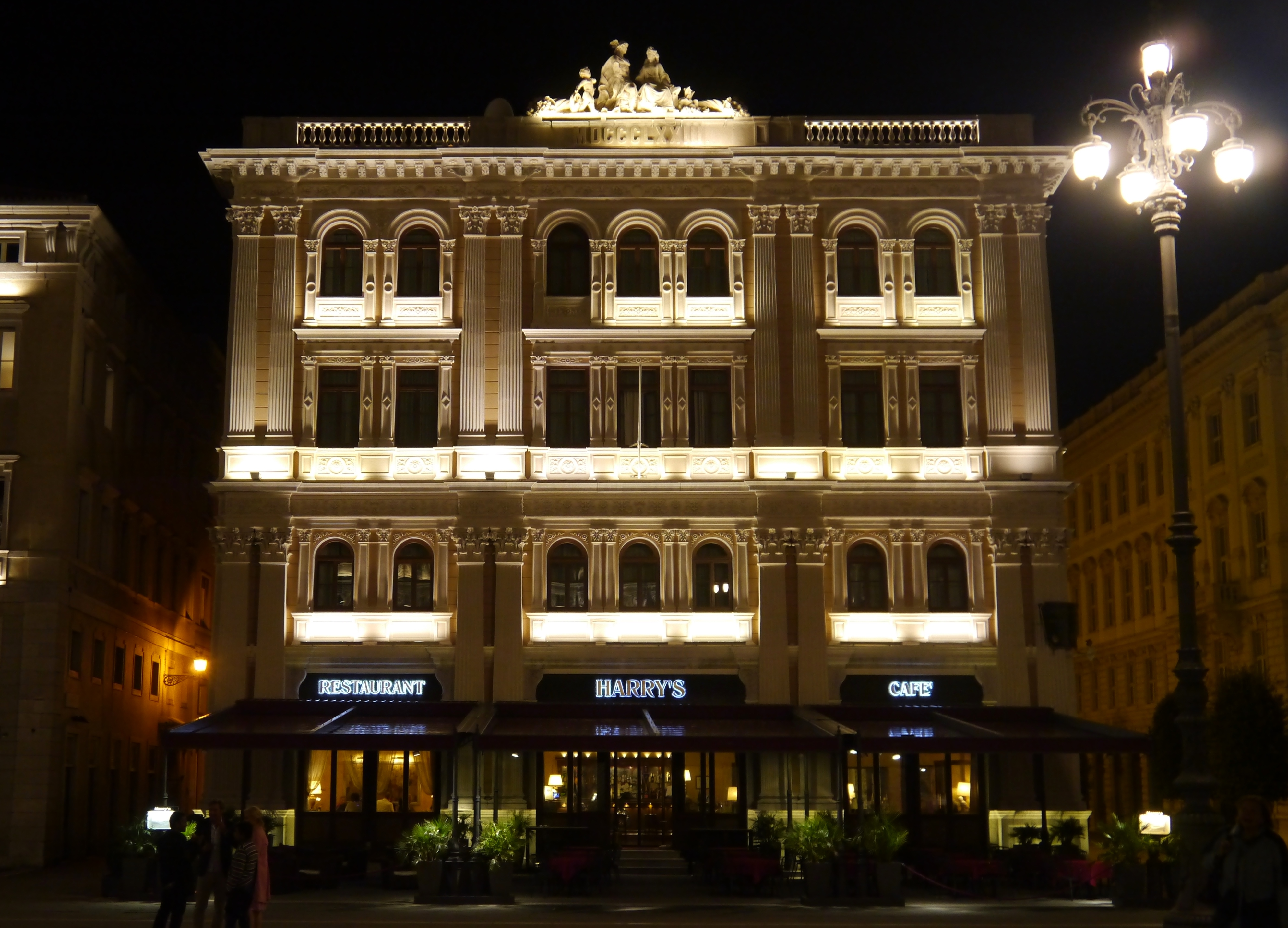
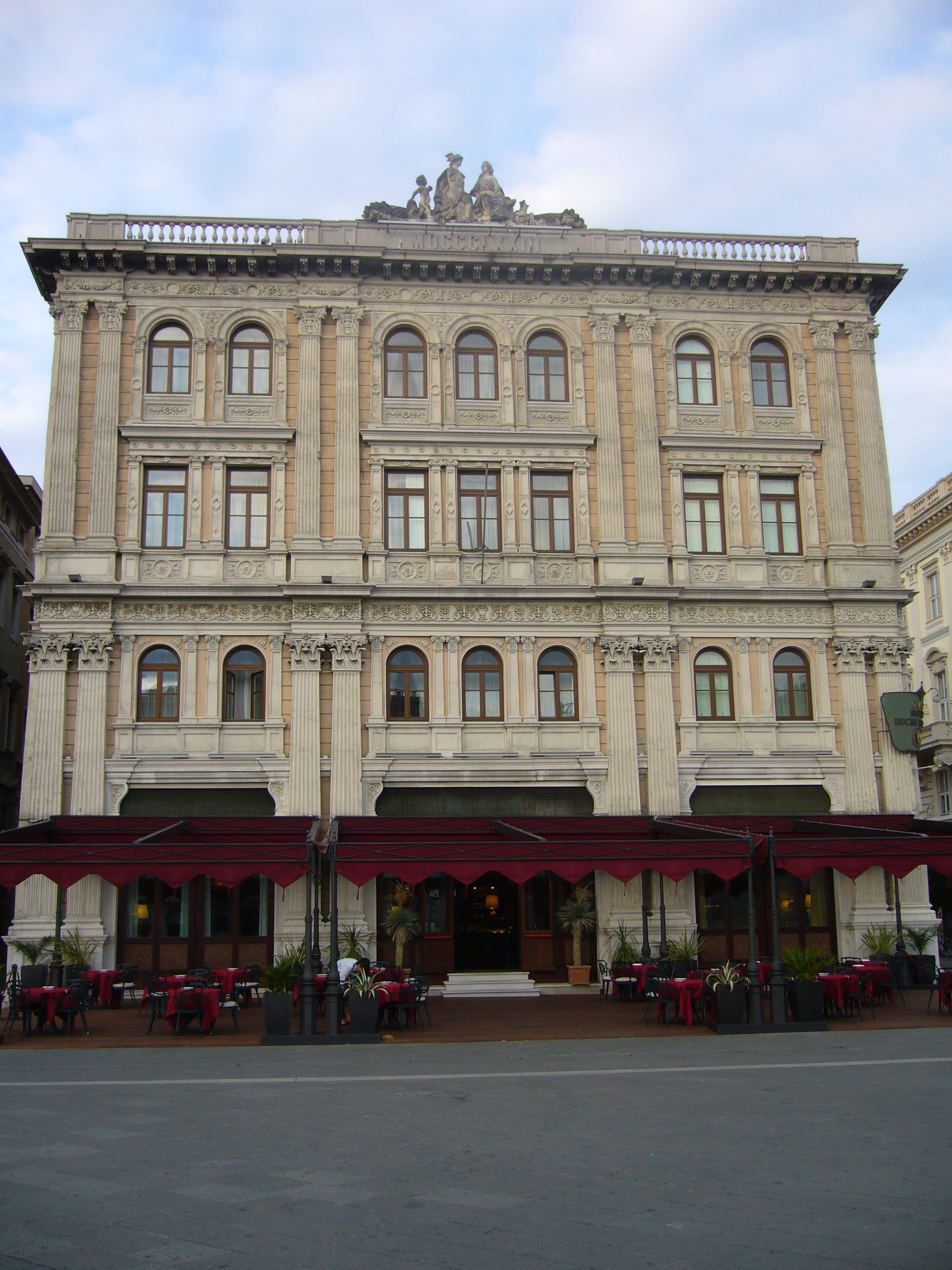
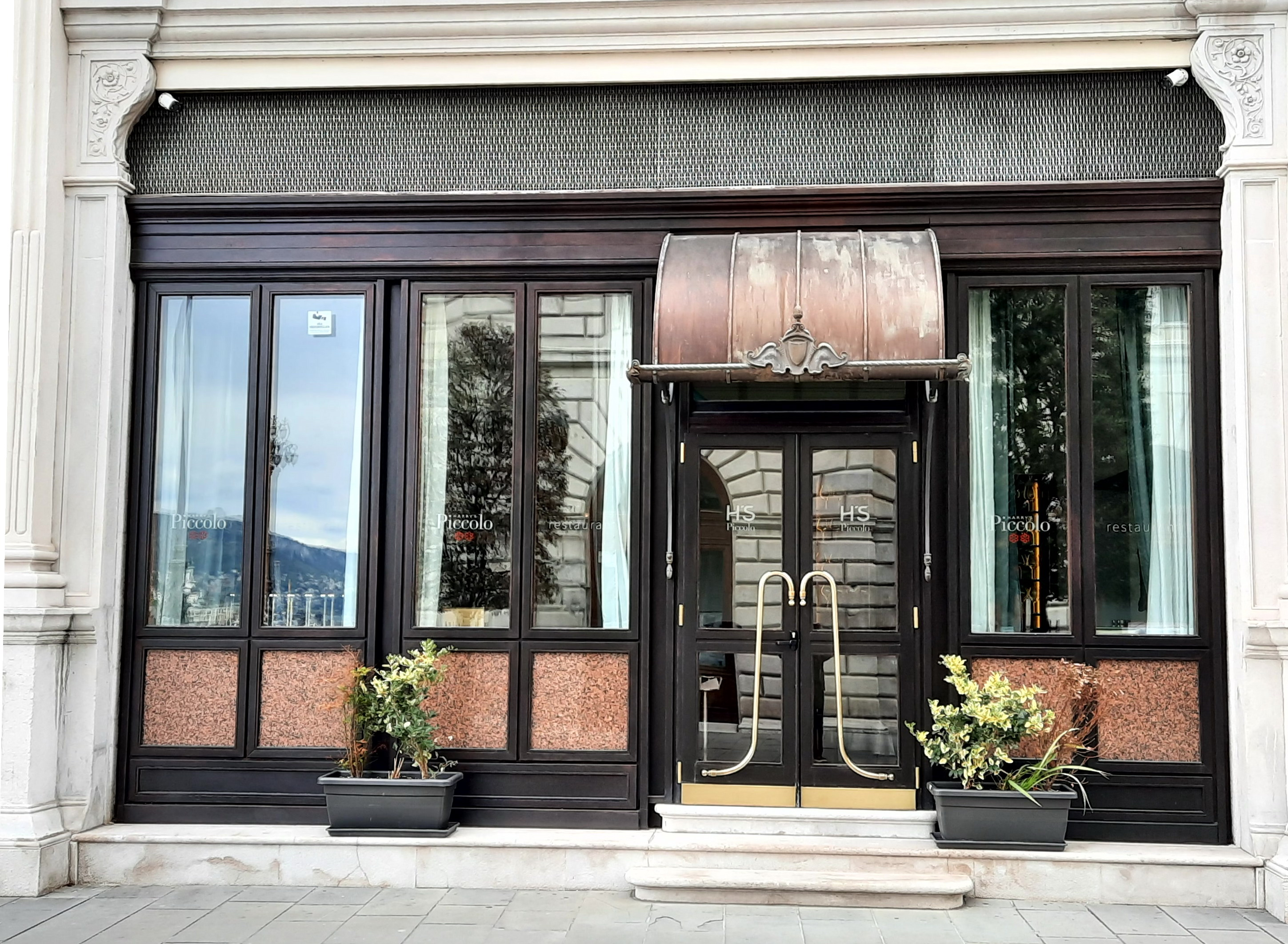
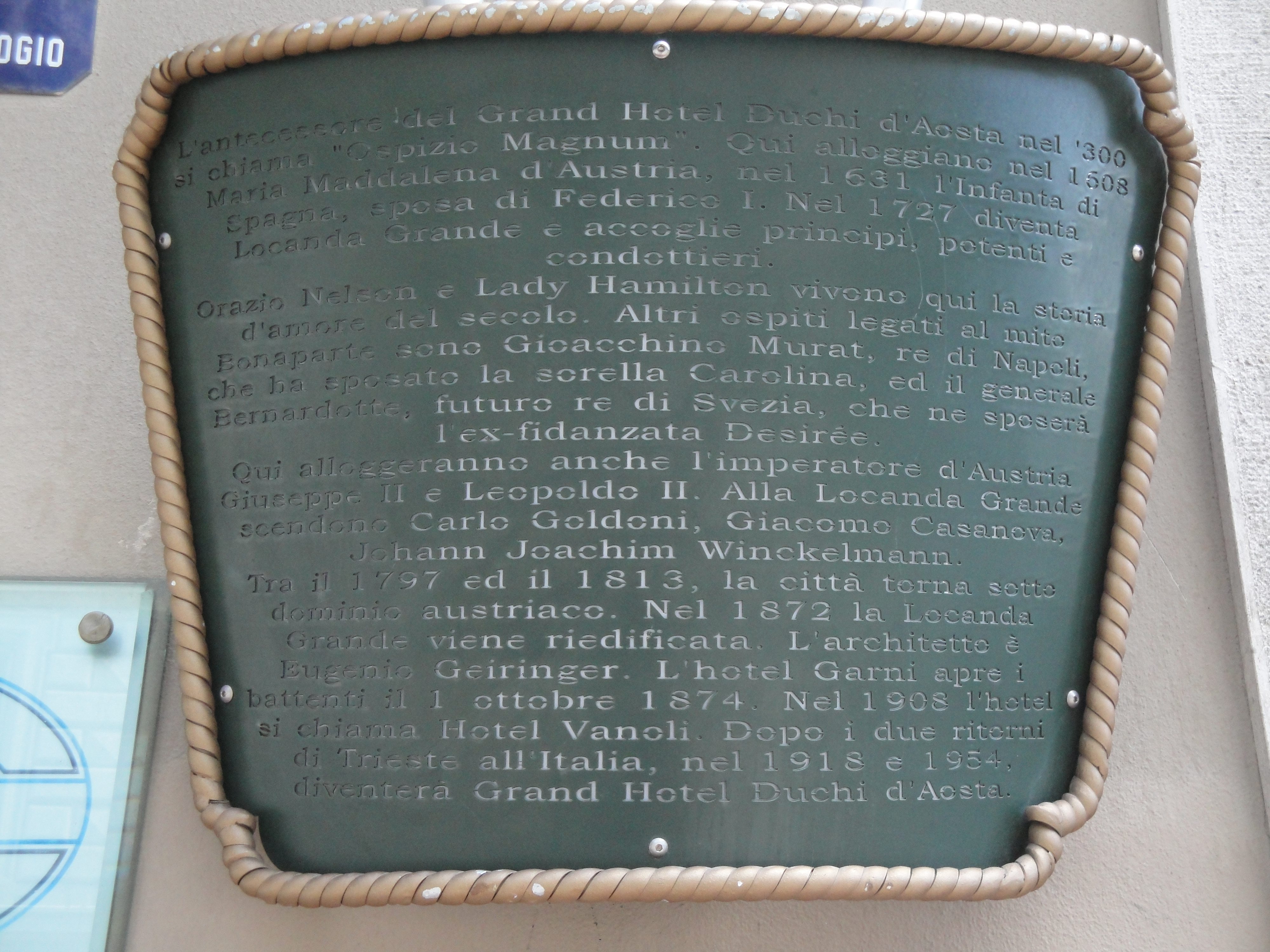